# Сорочкин, Михаил Олегович
Михаил Олегович Сорочкин (20 февраля 1992, Нижний Новгород) — российский футболист, нападающий.

## Карьера
Воспитанник нижегородской «Волги». На профессиональном уровне дебютировал в ФНЛ в составе «Ангушта». В матче 31-го тура первенства против «Енисея» Сорочкин был инициатором массовой стычки с участием футболистов двух команд, которая затем вылилась в крупную потасовку в подтрибунном помещении. Вызывался в команду ФНЛ на товарищеский матч со сборной итальянской Серии B.
После вылета «Ангушта» Сорочкин выступал за ряд коллективов ПФЛ, пока вновь не вернулся в ФНЛ с «Олимпийцем». В марте 2019 года подписал контракт с белорусским клубом высшей лиги «Городея». Дебютировал 14 апреля во встрече третьего тура против минского «Динамо» (0:1) — вышел на замену на 74-й минуте вместо Романа Волкова.
С 2019 года — игрок клуба чемпионата Нижегородской области «Спартак» Богородск.

## Достижения
- Победитель группы «Урал-Приволжье» первенства ПФЛ (1): 2016/17